# Non ho l'età (etichetta discografica)
Non ho l'età (o, più semplicemente, Maionchi records) è stata una etichetta discografica italiana con sede a Milano.

## Storia dell'etichetta
Non ho l'età è una società di famiglia nata dall'impegno e dall'intuizione di Mara Maionchi e Alberto Salerno avvenuta dopo la chiusura dell'etichetta NISA con cui sono stati prodotti numerosi artisti.

## Musicisti della scuderia Non Ho L'età
- Antonino
- Martino Corti
- Pablo Cialella
- Caminada
- Giuseppe Giofrè
- Emanuele Corvaglia
- Ylenia Morganti
- Angela Semerano
- Andrea Di Giovanni
- Leonardo Rapicetti

## Musicisti che hanno lavorato con Non Ho L'età
- The Bastard Sons of Dioniso
- Tony Maiello